# Mellansysslets domsaga
Mellansysslets domsaga var en domsaga i Värmlands län. Den bildades 1743 genom utbrytning ur Västersysslets domsaga. Domsagan upplöstes 1971 i samband med tingsrättsreformen i Sverige och överfördes då till Karlstads tingsrätt och dess domkrets.
Domsagan ingick från 1963 i Hovrätten för Västra Sverige och före dess från omkring 1810 Svea hovrätts domkrets.

## Härader
Domsagan omfattade:
- Karlstads härad
- Grums härad till 1756 och från 1830
- Kils härad från 1756

överförda till andra domsagor
- Färnebo härad till 1756
- Älvdals härad från 1756 till 1826
- Fryksdals härad från 1756 till 1830, enbart nedre tingslaget 1826-1830
- Nyeds härad till 1830

## Tingslag
- Färnebo tingslag till 1756
- Nyeds tingslag till 1830
- Älvdals övre tingslag från 1756 till 1826
- Älvdals nedre tingslag från 1756 till 1826
- Fryksdals övre tingslag från 1756 till 1826
- Fryksdals nedre tingslag från 1756 till 1830
- Grums tingslag till 1756 och från 1830 till 1882
- Karlstads tingslag till 1882
- Kils tingslag från 1756 till 1882
- Mellansysslets tingslag från 1882

## Häradshövdingar
- 1743–1775 Ture Sandelin
- 1775–1824 Johan Sandelin
- 1826–1829 Daniel Johan Crælius
- 1830–1846 Daniel Cron
- 1846–1879 Carl Gustaf Weinberg
- 1880–1910  Frans Victor Anders Ryman
- 1910–1930 Hans Antipas Christenson
- 1930–1942 Erik Jakob Rönquist
- 1943–1961 Tord Carl Johan Sandström
- 1961–1970 Nils Rutger Ingemar Nyman